# Irvine Zeta FC
El Irvine Zeta FC es un equipo de fútbol de Estados Unidos que juega en la National Independent Soccer Association, tercera división nacional.

## Historia
Fue fundado en el año 2022 en la ciudad de Irvine, California por un grupo de inversores chinos liderados por Cary Liu como parte de la United Premier Soccer League.
El 16 de marzo de 2023 el Zeta FC anunció formalmente su afiliación a la National Independent Soccer Association (NISA). El Irvine Zeta tiene su primera temporada como equipo profesional en mayo de 2024 en la Western Conference. La NISA aprobó la afiliación del club dos meses después.

## Palmarés
- UPSL Spring League Division 1: 1

2023
- Del Real Foods SoCal Regional Cup: 1

2023